# Peniocereus greggii
 For alternative betydninger, se Nattens dronning (flertydig). (Se også artikler, som begynder med Nattens dronning)
Peniocereus greggii (også set som Cereus greggii) er en plante, der har 6- til 9-kantede segmentsøjleformede skud, som er mellem 12-25 mm i diameter. Dens oprindelsessted er i det østlige Arizona (USA), Sonora (Mexico).